# Кияшко, Григорий Григорьевич
Григорий Григорьевич Кияшко (1919—1995) — полковник Советской Армии, участник Великой Отечественной войны, Герой Советского Союза (1945).

## Биография
Григорий Кияшко родился 21 января 1919 года в селе Великая Багачка (ныне — посёлок в Полтавской области Украины). После окончания восьми классов школы и курсов зоотехников он заведовал фермой, затем был техническим секретарём райкома Осоавиахима. В 1939 году Кияшко был призван на службу в Рабоче-крестьянскую Красную Армию. Участвовал в боях советско-финской войны. С июня 1941 года — на фронтах Великой Отечественной войны. В 1944 году Кияшко окончил Высшую офицерскую бронетанковую школу. В боях три раза был ранен. К июлю 1944 года гвардии старший лейтенант Григорий Кияшко командовал танковой ротой 45-го гвардейского танкового полка 9-й гвардейской механизированной бригады 3-го гвардейского механизированного корпуса 3-го Белорусского фронта. Отличился во время освобождения Белорусской ССР.
2 июля 1944 года рота Кияшко первой вступила в деревню Красное Молодечненского района Минской области Белорусской ССР и приняла активное участие в её освобождении, уничтожив 40 повозок, 5 танков, 3 артиллерийских орудия и большое количество солдат и офицеров противника.
После окончания войны Кияшко продолжил службу в Советской Армии. В 1956 году он окончил Военную академию бронетанковых войск.
В 1964 году в звании полковника Кияшко был уволен в запас. Проживал в Воронеже (мемориальная доска на д. 3 по ул. Мира), работал старшим инженером Воронежского станкостроительного завода. 
Умер 31 марта 1995 года, похоронен на Коминтерновском кладбище Воронежа.

## Награды и звания
Указом Президиума Верховного Совета СССР от 24 марта 1945 года за «образцовое выполнение боевых заданий командования на фронте борьбы с немецкими захватчиками и проявленные при этом мужество и героизм» гвардии старший лейтенант Григорий Кияшко был удостоен высокого звания Героя Советского Союза с вручением ордена Ленина и медали «Золотая Звезда» за номером 7197.
Был также награждён двумя орденами Отечественной войны I степени, орденом Красной Звезды, рядом медалей.

## Память
В честь Кияшко установлена стела в Красное (Молодечненский район, Минская область).